# Понсо
Понсо (итал. Ponso) — коммуна в Италии, располагается в провинции Падуя области Венеция.
Население составляет 2365 человек, плотность населения составляет 237 чел./км². Занимает площадь 10 км². Почтовый индекс — 35040. Телефонный код — 0429.
Покровительницей коммуны почитается святая Марта, празднование 29 июля. Имеется храм Успения Пресвятой Богородицы (Понсо).